# محمد علی‌نژاد سارخانی
محمدعلی نژادسارخانی در سال ۱۳۱۷ به دنیا آمد بعد از طی مراحل تحصیلات عمومی به دانشگاه تبریز وارد و در رشته تخصص جراحی عمومی فارغ‌التحصیل شد. با آغاز مبارزات انقلاب به صف مبارزین با حکومت پهلوی پیوست و از نزدیکان به ‍‍‍محمدعلی رجایی وسید محمود طالقانی بود. او در سال ۱۳۵۳ توسط نیروهای ساواک بازداشت گردید و به مدت چهار سال در کمیته مشترک و زندان اوین زندانی بود بعد از پیروزی انقلاب به تبریز بازگشت و در مسئولیتهای متعددی انجام وظیفه نمود. ایشان با شروع جنگ تحمیلی به عنوان پزشک در مناطق جنگی انجام وظیفه کرد. در حال حاضر ایشان به تدریس در دانشگاه مشغول می‌باشد. وی همزمان کلاسهای درس آموزش و تفسیر قرآن را در مسجد طوبی تبریز برگزار می‌کند.

## سوابق سیاسی
- استاندار استان آذربایجان شرقی
- نماینده دور اول مجلس شورای اسلامی
- نماینده دور چهارم مجلس شورای اسلامی
- رئیس دانشگاه آزاد اسلامی تبریز
- عضو مؤسس و رئیس دانشگاه غیرانتفاعی الغدیر